# فهرست پرچم‌های بنگلادش
در زیر فهرست پرچم‌های مرتبط با بنگلادش آورده شده‌است. برای اطلاعات بیشتر درباره پرچم ملی بنگلادش به مقاله پرچم بنگلادش مراجعه نمایید.

## پرچم ملی
| پرچم | تاریخ       | کاربرد       | توضیح                         |
| ---- | ----------- | ------------ | ----------------------------- |
|      | ۱۹۷۲–تاکنون | پرچم بنگلادش | یک دایره سرخ با زمینه سبز رنگ |

## پرچم دریایی شهروندی
| پرچم | تاریخ       | کاربرد                      | توضیح |
| ---- | ----------- | --------------------------- | --- |
|      | ۱۹۷۲–تاکنون | پرچم دریایی شهروندی بنگلادش | پرچم ملی بنگلادش در بالا سمت چپ بر روی پرچم دریایی شهروندی سرخ با تاثیر از پرچم نیروی دریایی پادشاهی بریتانیا |

## پرچم‌های دولتی
| پرچم | تاریخ       | کاربرد                                 | توضیح                                   |
| ---- | ----------- | -------------------------------------- | --------------------------------------- |
|      | ۱۹۷۲–تاکنون | پرچم رسمی ریاست جمهوری بنگلادش         | نشان ریاست جمهوری بر روی زمینه سرخ تیره |
|      | ۱۹۷۲–تاکنون | پرچم رسمی نخست وزیر بنگلادش            | نشان نخست وزیر بر روی زمینه سرخ تیره    |
|      | ۱۹۹۶–۲۰۰۸   | پرچم رسمی مشاور عالی بنگلادش           | نشان مشاور عالی بر روی زمینه سرخ تیره   |
|      | ۱۹۷۲–تاکنون | پرچم رسمی جاتیا سانگساد (مجلس) بنگلادش | نشان مجلس بر روی زمینه سبز              |
|      | ۱۹۷۲–تاکنون | پرچم رسمی دادگاه عالی بنگلادش          | نشان دادگاه عالی بر روی زمینه آبی       |

## پرچم‌های نظامی
| پرچم | تاریخ         | کاربرد                                      | توضیح                             |
| ---- | ------------- | ------------------------------------------- | --------------------------------- |
|      | ۱۹۷۲–تاکنون   | پرچم نیروی زمینی بنگلادش                    | نشان نیروی زمینی بر روی زمینه سبز |
|      | ۱۹۷۲–تاکنون   | پرچم نیروی هوایی بنگلادش                    |                                   |
|      | ۱۹۷۲–تاکنون   | پرچم نیروی دریایی بنگلادش                   |                                   |
|      | ۱۹۹۵ – تاکنون | پرچم گارد ساحلی بنگلادش                     |                                   |
|      | ۲۰۱۰–تاکنون   | پرچم نیروی مرزی بنگلادش                     |                                   |
|      | ۱۹۷۷–تاکنون   | پرچم اداره کل اطلاعات نیروهای نظامی بنگلادش |                                   |

## تاریخی
| پرچم | تاریخ             | کاربرد                 | توضیح                                                               |
| ---- | ----------------- | ---------------------- | ------------------------------------------------------------------- |
|      | ۱۹۷۱– ۱۹۷۲        | پرچم دولت موقت بنگلادش | پرچمی با زمینه سبز ، یک دایره قرمز و یک نقشه زرد از کشور در وسط آن. |
|      | مارس– دسامبر ۱۹۷۱ | پرچم نیروهای آزادی‌خواه | پرچمی با زمینه سرخ، دایره سفید و دستی که دارای یک تفنگ در وسط است.  |